# Costa (Haute-Corse)
Pour les articles homonymes, voir Costa.
Costa est une commune française située dans la circonscription départementale de la Haute-Corse et le territoire de la collectivité de Corse. Le village appartient à la piève de Tuani, en Balagne.

## Géographie

### Localisation
Costa est située en Balagne, chef-lieu de l'ancienne pieve de Tuani. Elle se trouve dans le canton de l'Île-Rousse composé vingt-et-une (21) communes. Costa est enclavé entre deux communes : Ville-di-Paraso et Occhiatana.
Communes limitrophes

### Géologie et relief
Costa est une commune située dans la « Corse cristalline » composée de roches magmatiques avec des sédiments quaternaires dans la cuvette du Regino. Sa superficie d'à peine 1,09 km2, en fait l'une des plus petites communes de l'île et le plus petit territoire de Balagne, Le village est situé sur les gneiss et les granites.
Son territoire est une bande de terre qui s'étend sur le flanc septentrional du Monte Negrone (1 175 m), à l'est de la chaîne de montagnes parmi les plus hautes de Corse ceinturant la Balagne et qui est aussi la limite septentrionale du parc naturel régional de Corse.
La commune s'étale vers la plaine du Regino au nord, depuis une ligne longue d'environ 500 m matérialisant ses limites méridionales qui vont du Rocher de Tucone (592 m) et longeant la montagne en passant par le point le plus haut de la commune (604 m), jusqu'à sa limite septentrionale, à un point d'altitude 186 m un peu au nord du pont sur le ruisseau de Pinzu Corbo qui est son point le plus bas (155 m).

La limite orientale est un tracé quasi rectiligne partant du point précité jusqu'au Rocher de Tucone. Dans la plaine elle suit en partie, une section en arc-de-cercle de la voie des chemins de fer de Corse. Enfin la limite occidentale suit un tracé empruntant le pont génois sur le Pinzu Corbo (en amont du pont, le ruisseau s'appelle Ruisseau de Centu Mezzini), passe par la borne Tre Monti (343 m) et contourne à l'ouest l'ancien couvent de Tuani.

### Hydrographie

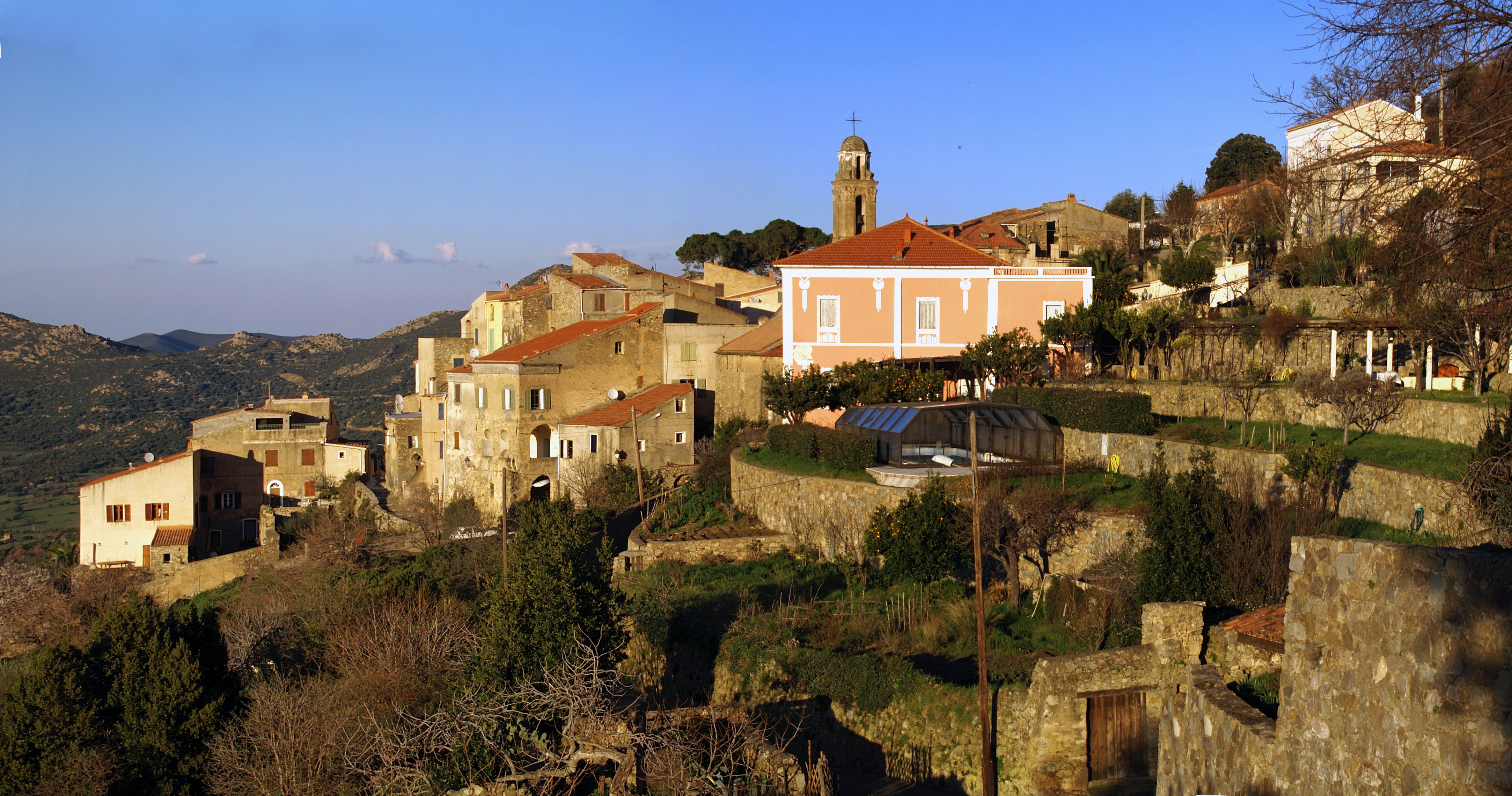
Panorama de Costa.

Le principal cours d'eau traversant la commune est le ruisseau de Pinzu Corbo. Celui-ci conflue avec le ruisseau de San Clemente affluent du Regino.
Le Pinzu Corbo nait à 1 500 m sous Monte Tolu (1 283 m), « à cheval » sur Nessa, Pioggiola et Speloncato, sous le nom de ruisseau de Novalella et prend les noms successifs de ruisseau de Centu Mezzini puis de ruisseau de Pinzu Corbo.

### Climat et végétation
Costa bénéficie d'un climat méditerranéen aux écarts thermiques modérés. Quoique sans façade maritime, la commune se trouve à 10 km (distance orthodromique) de la mer Méditerranée située au nord. La mer influe beaucoup sur le climat ; en plaine, il ne gèle que très peu de jours l'hiver, l'été, le village est sous l'influence rafraîchissante de la montagne. Le printemps couvre la région de verdure et de fleurs du maquis et l'automne s'achève normalement avec de grosses averses orageuses.
Son petit territoire fait partie intégrante du milieu ouvert et bocager de la vallée du Regino où les espaces boisés constituent le plus souvent le support des nids de milans. La végétation est vulnérable, menacée par les incendies encore fréquents dans la région. À l'alentour du village, elle est formée majoritairement de chênes verts, de chênes pubescents, d'oliviers qui se rencontrent sous la forme de rejets de souche après le feu, et de quelques pins clairsemés, laissant apparaître les anciennes terrasses de culture.

### Voies de communication et transports

#### Accès routier

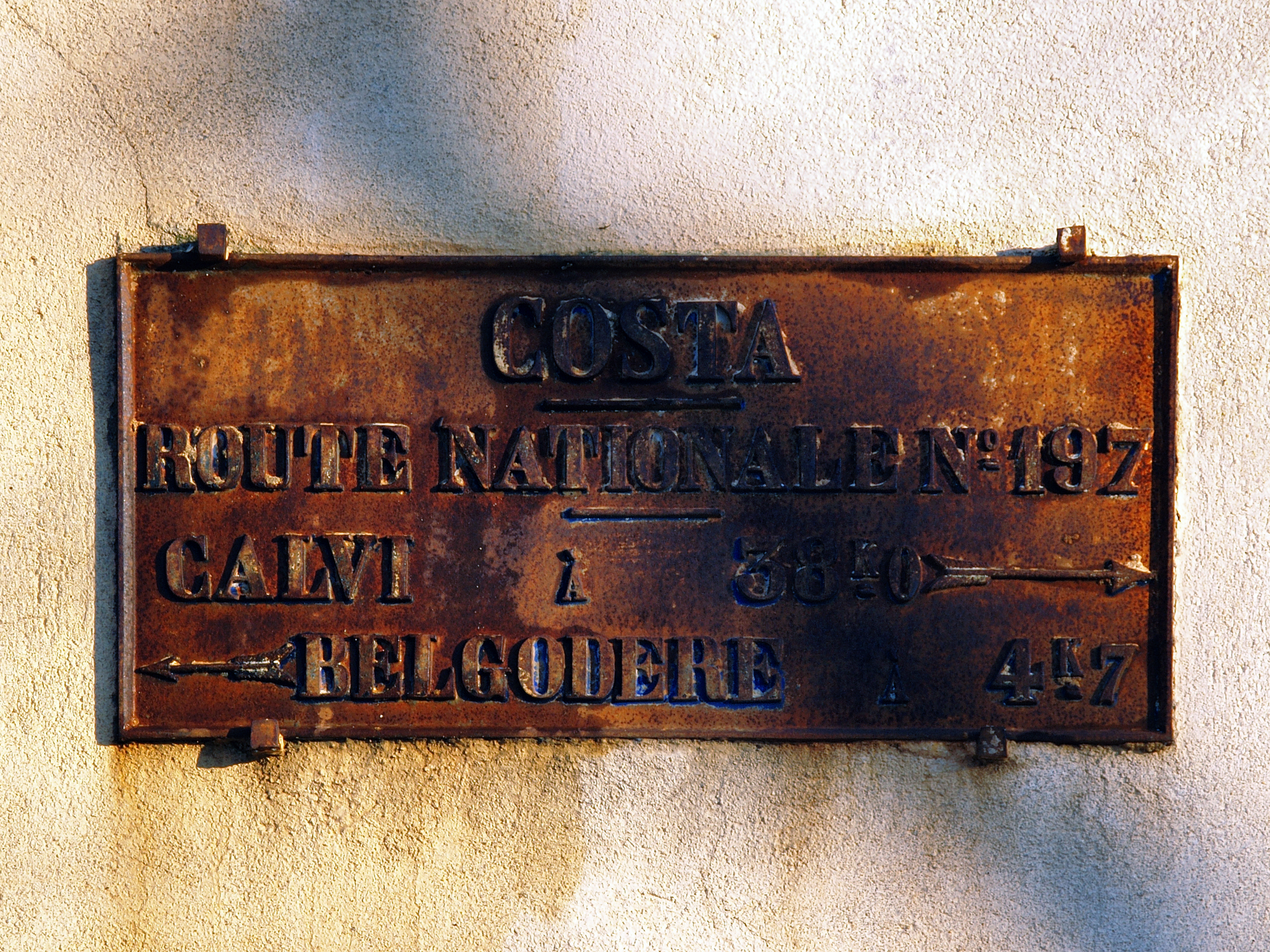
Ancienne plaque de la RN 197.

La commune n'est desservie que par une seule route, la D 71 dite « route corniche de la Balagne ». La D 71 prend naissance à Belgodère et rejoint la route territoriale 30 (ex-RN 197) au nord de Lumio, en traversant successivement Occhiatana, Costa, Ville-di-Paraso, Speloncato, Nessa, Feliceto, Muro, Avapessa, Cateri et Lavatoggio.

#### Transports
Bien que la voie des Chemins de fer de Corse longe une partie du territoire de la commune, Costa n'a pas d'arrêt. Le plus proche est la gare de Belgodère sur la commune d'Occhiatana. Quant à la Gare de San Gavino, un arrêt facultatif également, il se situe sur la commune voisine de Belgodère.
Le village est distant, par route, de :
- 38 km de l'aéroport de Calvi-Sainte-Catherine,
- 18 km du port de commerce de L'Île-Rousse,
- 5,5 km de la gare de Belgodère, et à 7 km de la gare de San Gavino,
- 84 km de Bastia.

## Urbanisme

### Typologie
Au 1er janvier 2024, Costa est catégorisée commune rurale à habitat dispersé, selon la nouvelle grille communale de densité à sept niveaux définie par l'Insee en 2022.
Elle est située hors unité urbaine. Par ailleurs la commune fait partie de l'aire d'attraction de L'Île-Rousse, dont elle est une commune de la couronne,. Cette aire, qui regroupe 12 communes, est catégorisée dans les aires de moins de 50 000 habitants,.

### Occupation des sols
L'occupation des sols de la commune, telle qu'elle ressort de la base de données européenne d’occupation biophysique des sols Corine Land Cover (CLC), est marquée par l'importance des forêts et milieux semi-naturels (64,5 % en 2018), une proportion identique à celle de 1990 (64,5 %). La répartition détaillée en 2018 est la suivante : 
milieux à végétation arbustive et/ou herbacée (64,5 %), zones agricoles hétérogènes (30 %), zones urbanisées (5,5 %). L'évolution de l’occupation des sols de la commune et de ses infrastructures peut être observée sur les différentes représentations cartographiques du territoire : la carte de Cassini (XVIIIe siècle), la carte d'état-major (1820-1866) et les cartes ou photos aériennes de l'IGN pour la période actuelle (1950 à aujourd'hui).

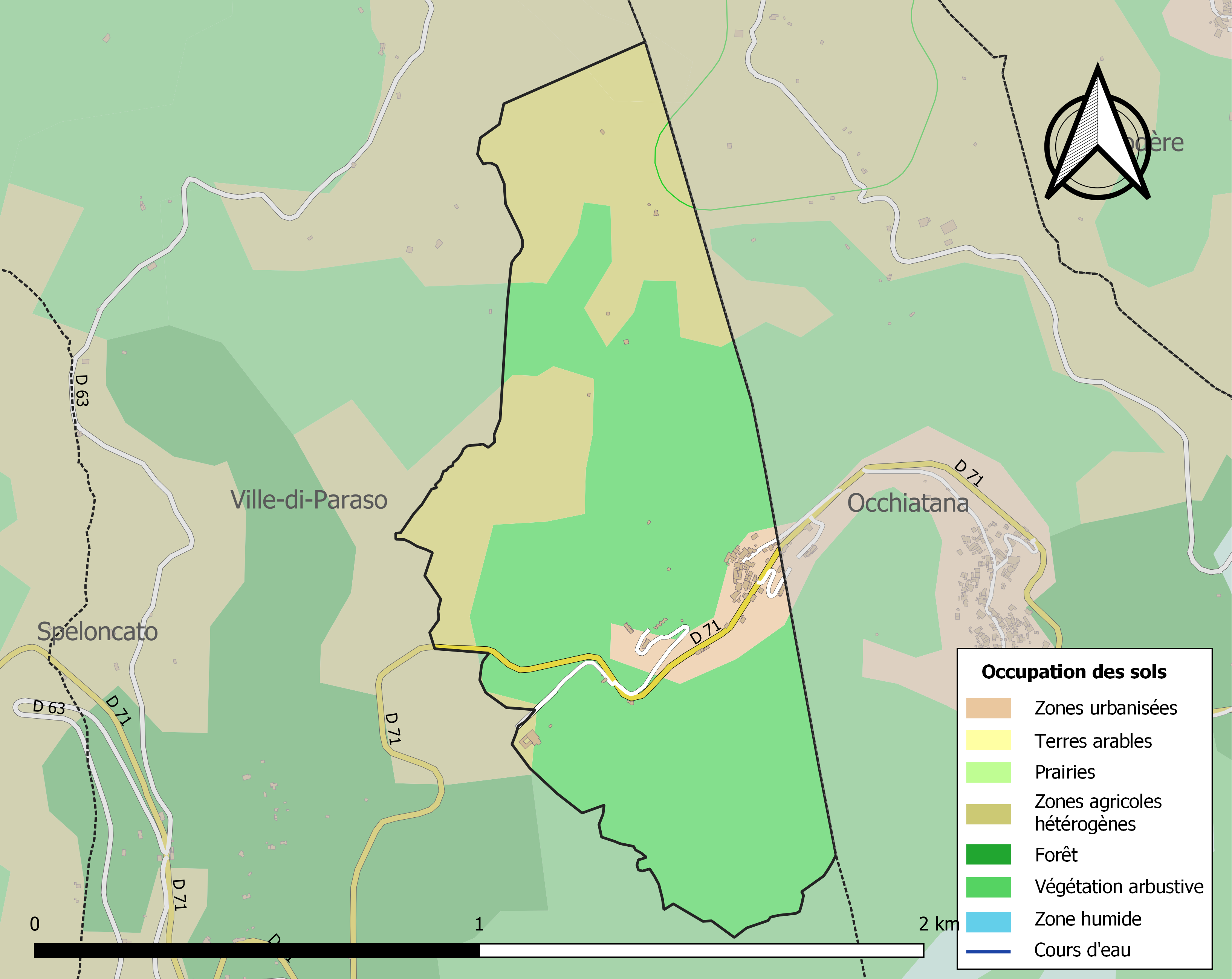
Carte des infrastructures et de l'occupation des sols de la commune en 2018 (CLC).
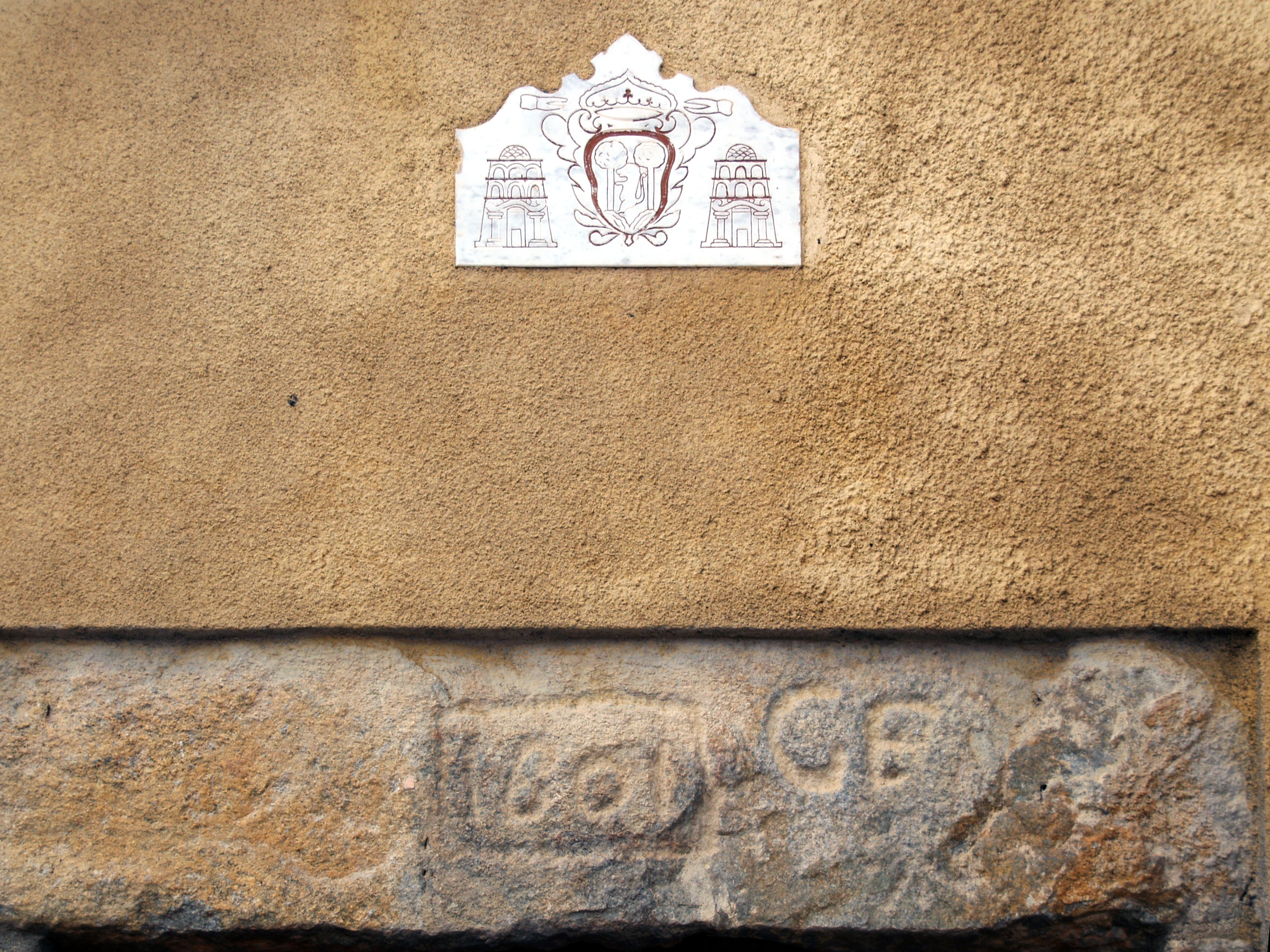
Armoiries et linteau gravé 1601 d'une maison du village.

## Histoire

### Moyen Âge
Durant la deuxième moitié du IXe siècle, démarre la reconquête de la Corse alors sous domination sarrasine. Le nord-est de l'île est reconquis par Oberto ancêtre des Malaspina et des Obertenghi, un descendant de Boniface (Bonifacio) marquis toscan fondateur de Bonifacio.
Les marquis de Massa de la lignée des Obertinghi, sont les descendants du marquis Alberto Ruffo, qui au XIe siècle, aurait chassé les Sarrasins de Rome et contribué à la défense de la Corse. Tous les descendants d'Alberto Ruffo portaient le titre de marquis de Corse.
Le fief des marquis de Massa di Corsica s'étendait sur tout « l'En-deçà-des-Monts », la « Terre des Communes » comprise dans un vaste triangle dont les sommets étaient marqués par Calvi, l'embouchure de la Solenzara et Brando, c'est-à-dire l'actuelle Haute-Corse moins le Cap Corse.
- 1171 - Certains Obertenghi se disputent l'héritage du comte Bonifacio. Les Malaspina[Note 4], anciens vassaux seigneurs de Speloncato, appuyés par Pise, font la guerre aux marquis qui, pour défendre leurs biens corses, s'adressent aux Génois. Un traité intervient.
- 1269 - C'est avec des soldats génois qu'lsnardo Malaspina envahira le sol de la Corse[9].
- 1250 - L'Ostricone (Belgodere) appartient encore aux marquis de Massa.
- 1366 - La podestérie de Balagna comprenait les mêmes pievi que cent ans plus tard en 1454 : Chiomi, Armito, Olmia, Pino, Sant' Andria, Tuani, Giussani et Ostricone[11].
- 1368 - Andrea abandonne ses biens au monastère de San Venerio de Tiro et retourne en terre ferme après avoir signé un traité avec les seigneurs de Speloncato. Il ne conservait en Corse que son château de San Colombano[9].

La pieve de Tuani est alors dominée par les seigneurs Malaspina (subsiste encore de nos jours une immense maison Malaspina à côté de la mairie).

### Temps modernes
Au XVIe siècle vers 1520, Costa était l'un des lieux habités de la pieve de Tuani qui était formée de li Quercioli, Belgoder, Ochiatana, le Ville, la Costa, le Cavalleragie, Speluncato.
Au début du XVIIIe siècle, l'abbé Accinielli à qui Gênes avait demandé de lui établir un rapport sur l'état de la Corse en révolte, écrit que la pieve de Tuani regroupe les communautés de Belgodère 595 hab., Occhiatana 334 hab., Costa 103 hab., Speloncato 594 hab. et Ville 402 hab..
- 1768 : après la cession de la Corse à la France, l'île passe sous administration française. Tuani prendra le nom de pieve de Paraso.

### Révolution française et Empire
- 1789 : la Corse fait partie du royaume de France. Avec la Révolution française, est créé en 1790 le département de Corse, puis en 1793, celui de El Golo (l'actuelle Haute-Corse). La commune portait le nom de Costa (An II). En 1801 on retrouve le même nom au Bulletin des lois.

La pieve de Paraso devient en 1793 le canton de Paraso qui garde ce nom en 1821. En 1828, il devient canton de Belgodère.

### Époque contemporaine
- 1954 - Avec les communes de Belgodere, Novella, Occhiatana, Palasca et Ville-di-Paraso, Costa forme le canton de Belgodère. À cette date, Costa comptait 117 hab..

## Politique et administration
| Période                                  | Période  | Identité             | Étiquette | Qualité                                         |
| ---------------------------------------- | -------- | -------------------- | --------- | ----------------------------------------------- |
| Les données manquantes sont à compléter. |          |                      |           |                                                 |
| mars 2020                                | En cours | Barthélemy Colombani |           | Chercheur de l'Inventaire Général du Patrimoine |

## Population et société

### Démographie
L'évolution du nombre d'habitants est connue à travers les recensements de la population effectués dans la commune depuis 1800. Pour les communes de moins de 10 000 habitants, une enquête de recensement portant sur toute la population est réalisée tous les cinq ans, les populations de référence des années intermédiaires étant quant à elles estimées par interpolation ou extrapolation. Pour la commune, le premier recensement exhaustif entrant dans le cadre du nouveau dispositif a été réalisé en 2005.

En 2022, la commune comptait 49 habitants, en évolution de −22,22 % par rapport à 2016 (Haute-Corse : +5,15 %, France hors Mayotte : +2,11 %).
| 1800 | 1806 | 1821 | 1831 | 1836 | 1841 | 1846 | 1851 | 1856 |
| ---- | ---- | ---- | ---- | ---- | ---- | ---- | ---- | ---- |
| 157  | 170  | 186  | 186  | 183  | 180  | 200  | 210  | 214  |

| 1861 | 1866 | 1872 | 1876 | 1881 | 1886 | 1891 | 1896 | 1901 |
| ---- | ---- | ---- | ---- | ---- | ---- | ---- | ---- | ---- |
| 210  | 204  | 186  | 187  | 200  | 196  | 193  | 201  | 184  |

| 1906 | 1911 | 1921 | 1926 | 1931 | 1936 | 1946 | 1954 | 1962 |
| ---- | ---- | ---- | ---- | ---- | ---- | ---- | ---- | ---- |
| 147  | 142  | 123  | 196  | 202  | 204  | 177  | 117  | 120  |

| 1968 | 1975 | 1982 | 1990 | 1999 | 2005 | 2006 | 2010 | 2015 |
| ---- | ---- | ---- | ---- | ---- | ---- | ---- | ---- | ---- |
| 90   | 73   | 69   | 46   | 48   | 61   | 61   | 65   | 65   |

| 2020 | 2022 | - | - | - | - | - | - | - |
| ---- | ---- | - | - | - | - | - | - | - |
| 51   | 49   | - | - | - | - | - | - | - |

### Enseignement
Les écoles primaires publiques les plus proches sont à Belgodère et à Speloncato, distantes toutes deux de 5 km. Le collège Pascal-Paoli et le lycée de Balagne à L'Île-Rousse se trouvent à 20 km.
L'Université de Corse-Pascal-Paoli se trouve à Corte, ville distante de 59 km.

### Santé
Le centre hospitalier de Calvi-Balagne, ex antenne médicale de Balagne (AMU de Calvi) est le plus proche hôpital. Il est distant de 38 km. Les médecin, pharmacie et infirmière les plus proches se trouvent à Belgodère, à 5 kilomètres.

### Sports

#### Randonnées
Des sentiers de randonnée empruntent le territoire communal, reliant les villages voisins. Ils passent par des points d’intérêt patrimoniaux (pont génois sur le ruisseau de Pinzu Corbo, et l'ancien couvent de Tuani).

### Cultes
La paroisse, l'église Saint-Sauveur, relève du diocèse d'Ajaccio.

### Manifestations culturelles et festivités
- Fête du village au mois d'août

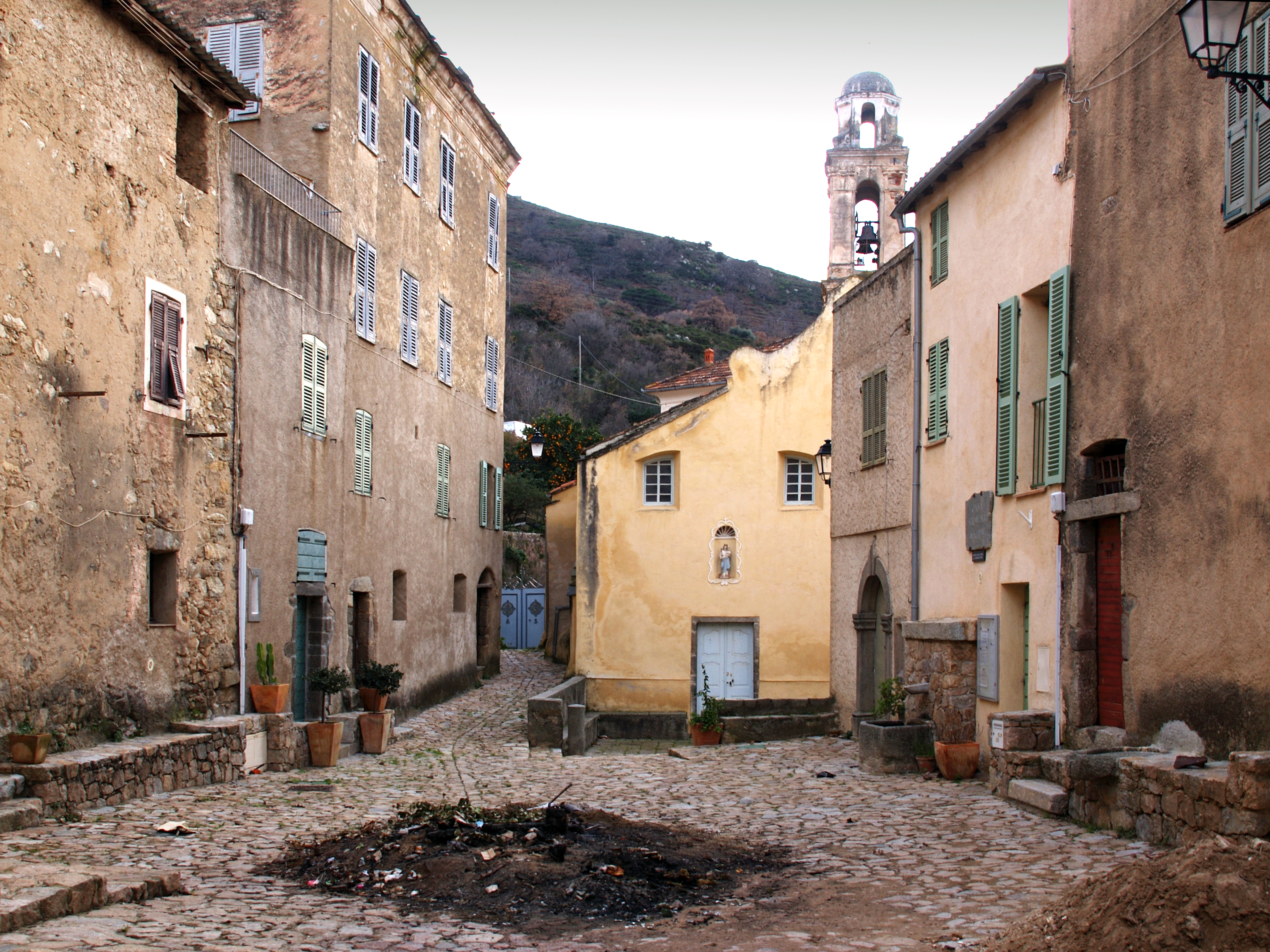
Les restes du fucone sur la place de l'église.

- 15 août : illuminations pour la Saint-Roch
- Fiera di i mistieri di l arte di u focu en août. La 1re foire des métiers du feu et des artisans pour promouvoir l’artisanat local et valoriser les artisans s'est tenue durant deux jours en août 2012[18].
- Le soir de Noël, sur la place de l'Église, a lieu u fucone, traditionnel feu en attendant la naissance du Christ.

## Culture locale et patrimoine

### Lieux et monuments
- Monument aux morts (qui se trouve dans l'église)
- Pont génois sur le Pinzu Corbo. Ce pont est « à cheval » sur Ville-di-Paraso et Costa.

#### Couvent de Tuani

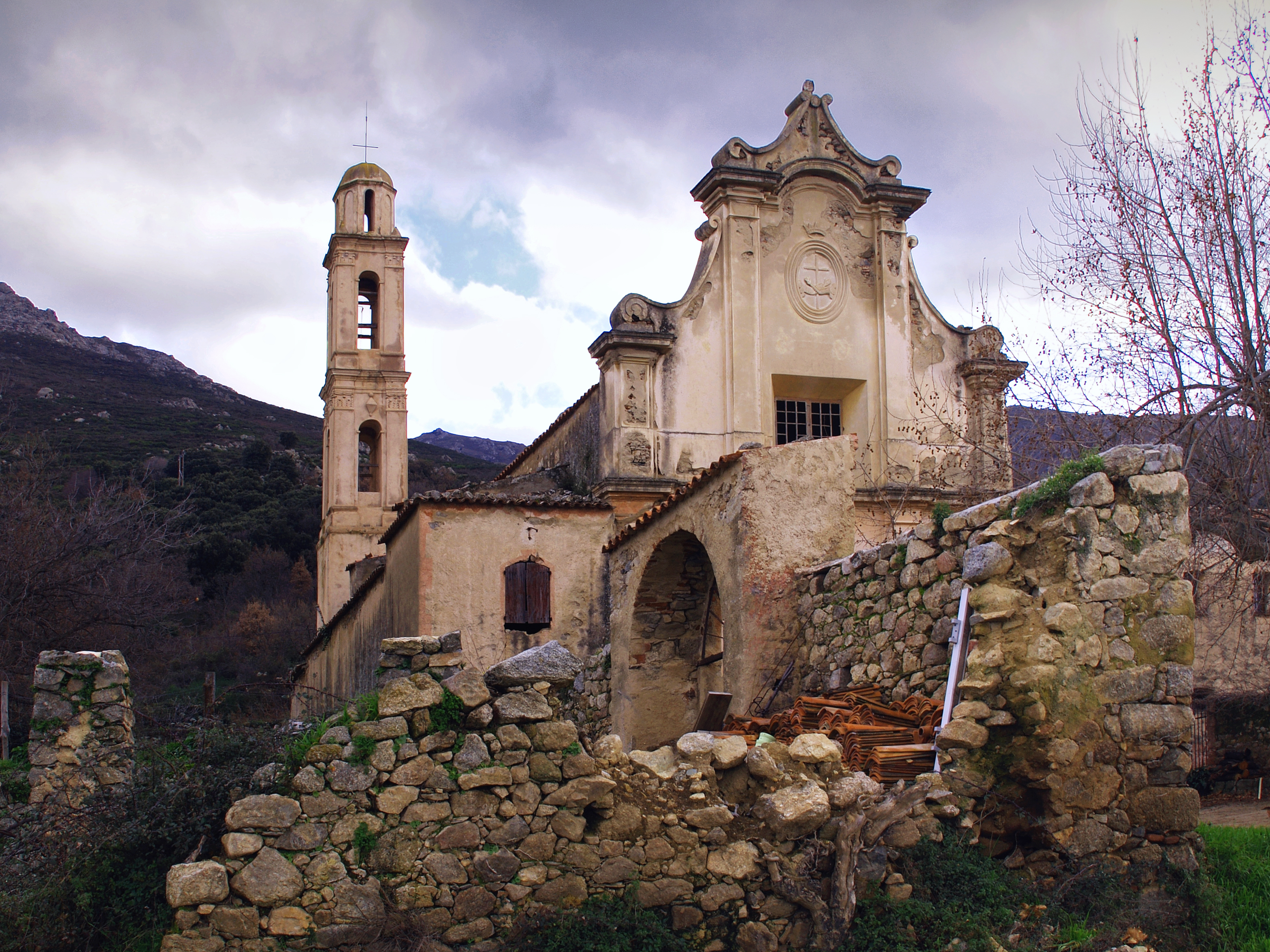
Ancien couvent de Tuani.

L'ancien couvent de Tuani désaffecté, est situé entre les villages de Ville-di-Paraso et de Costa, en limite de cette dernière commune. L'aspect extérieur de ce remarquable édifice religieux est relativement intact.
Le couvent a été édifié en 1494 par les franciscains. En 1639, il est donné aux Récollets. À la fin du XVIIIe siècle, l'édifice était en ruine. Au XIXe siècle, l'église est agrandie par les capucins.
L'église du XVIIe siècle présente une façade principale au plan traditionnel baroque à deux étages surmontés d'un fronton ondulé. Empreints d'un certain maniérisme, le fronton et le deuxième étage sont flanqués d'élégantes volutes et supportés par des pilastres. Le portail est surmonté d'un entablement avec les gravures F.A.D. 1494 * R.A.D. 1899. Il est lui-même coiffé d'une niche contenant une statue de la Vierge. L'étage supérieur présente une large fenêtre-meurtrière. Au-dessus sur le fronton, un cartouche circulaire coiffé d'une couronne, présente une croix avec de part et d'autre, deux bras tendus par-dessus le pied de la croix.
Le clocher absidial de quatre niveaux délimités par des corniches, est couronné par un petit dôme. L'intérieur présente un vaisseau central terminé par un chœur, et des bas-côtés sur lesquels s'ouvrent des chapelles latérales avec de grands retables.
L'ensemble qui comprend les bâtiments conventuels et une église, est inscrit Monuments historiques. Il est une propriété privée.

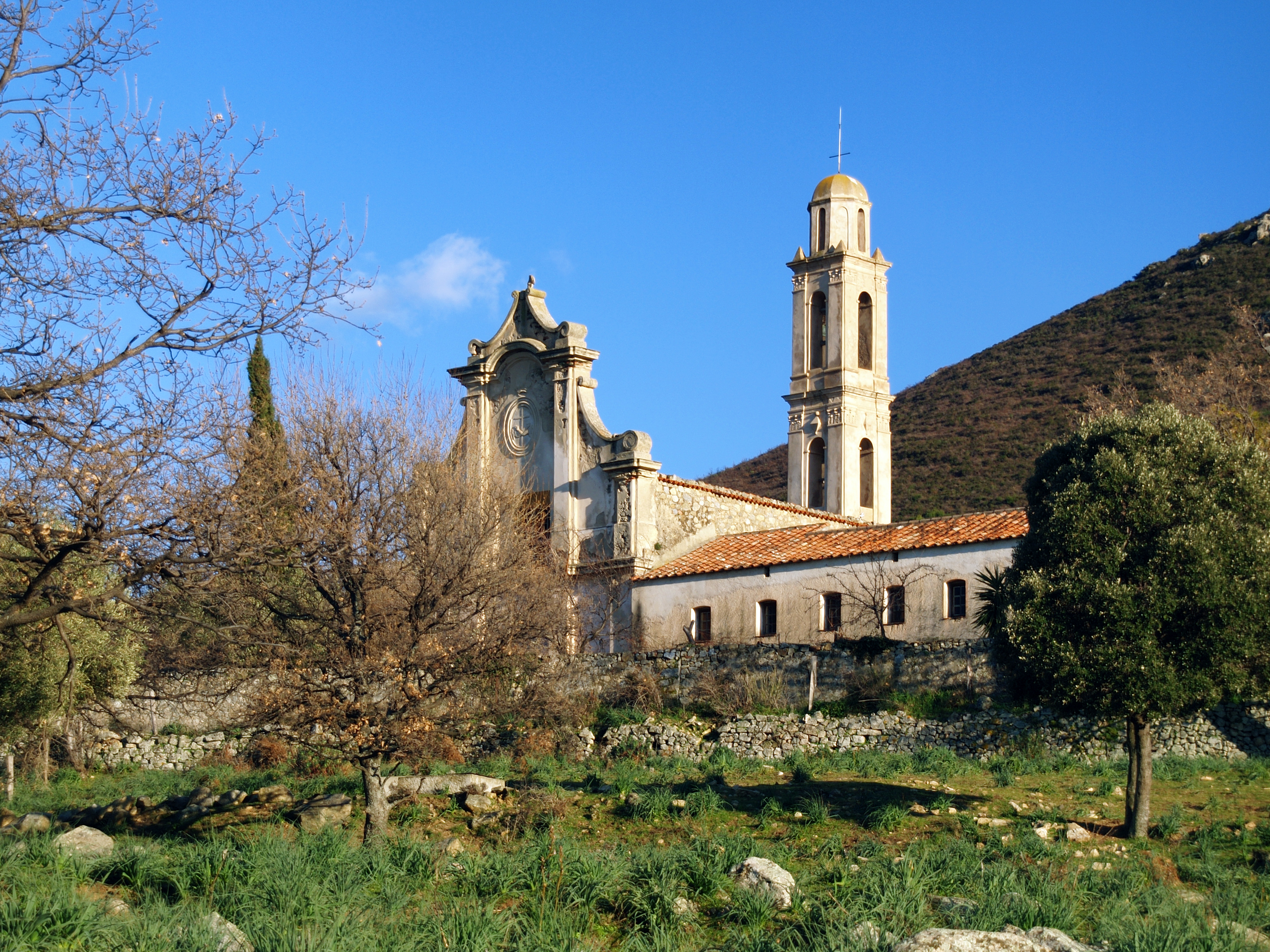
L'ancien couvent de Tuani.
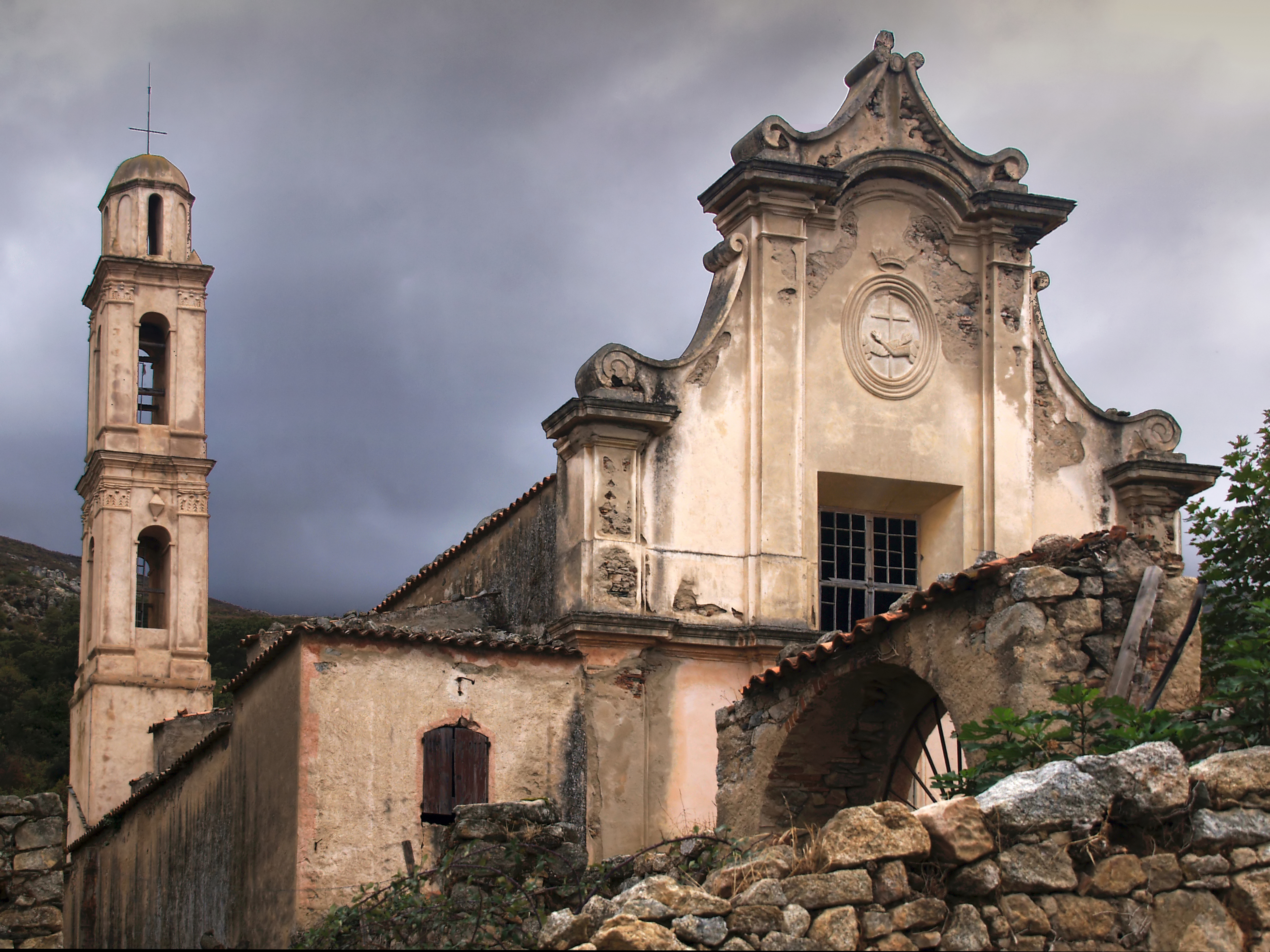
Vue du couvent.
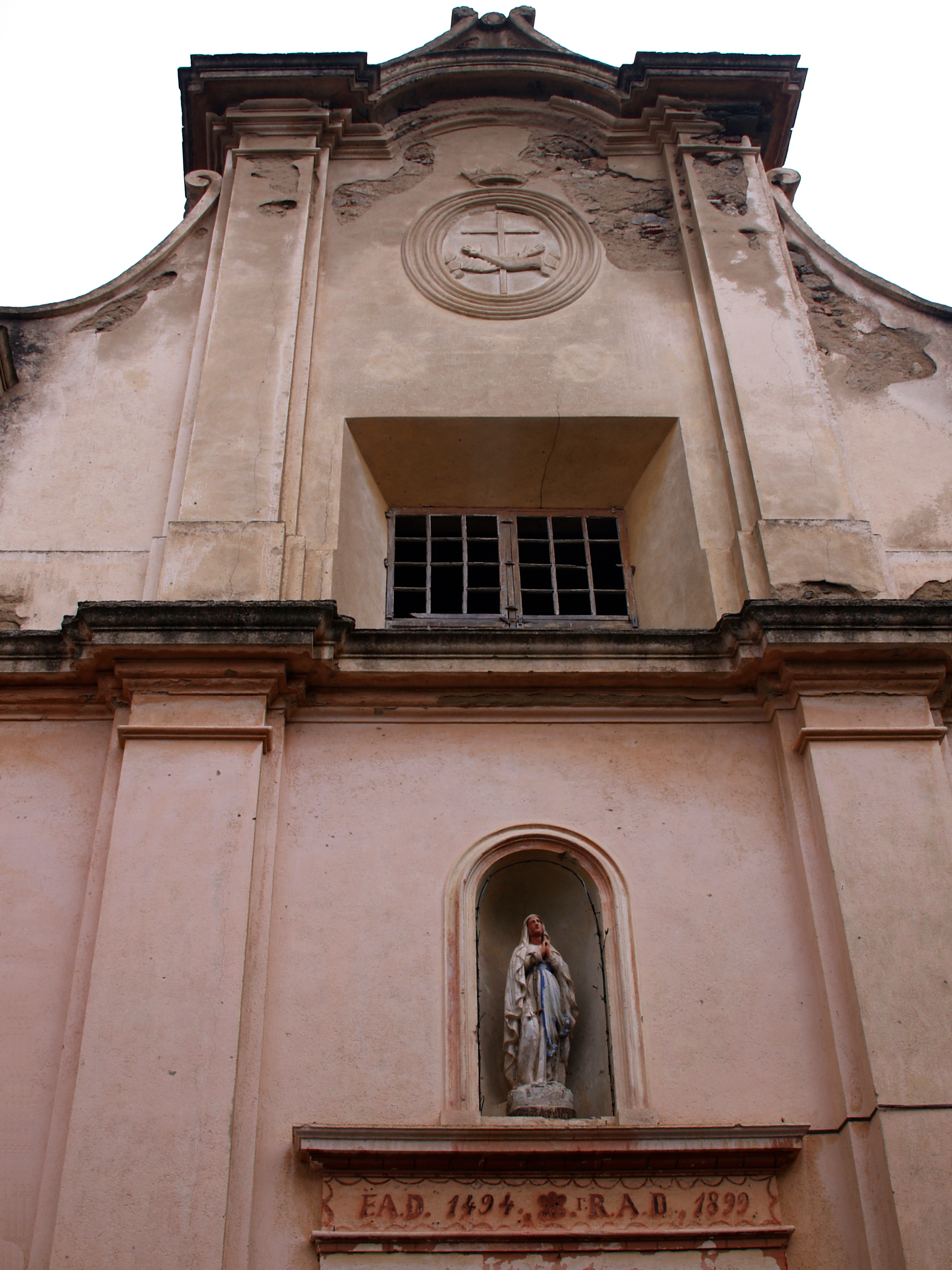
Façade principale.
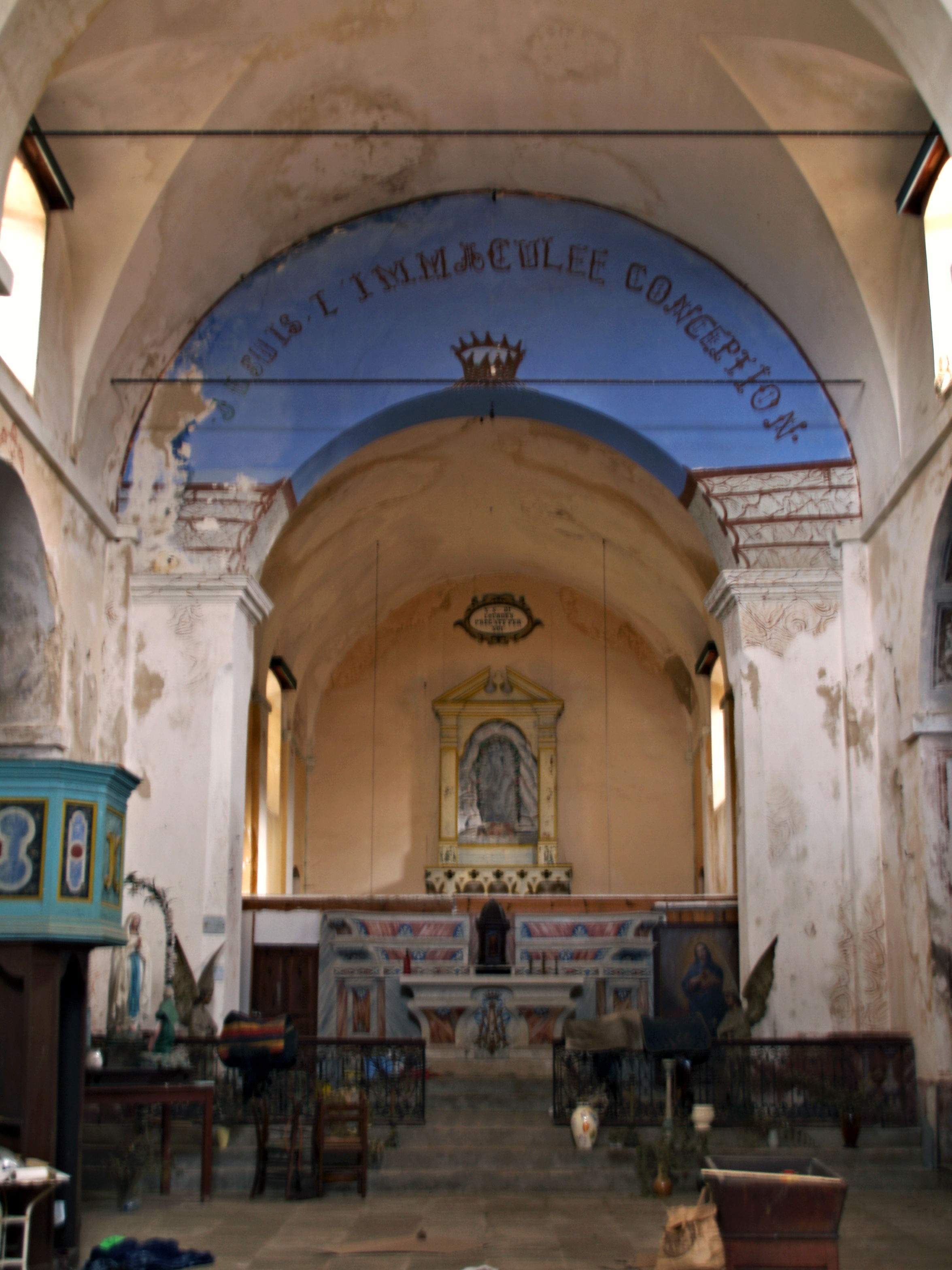
Chapelle du couvent.
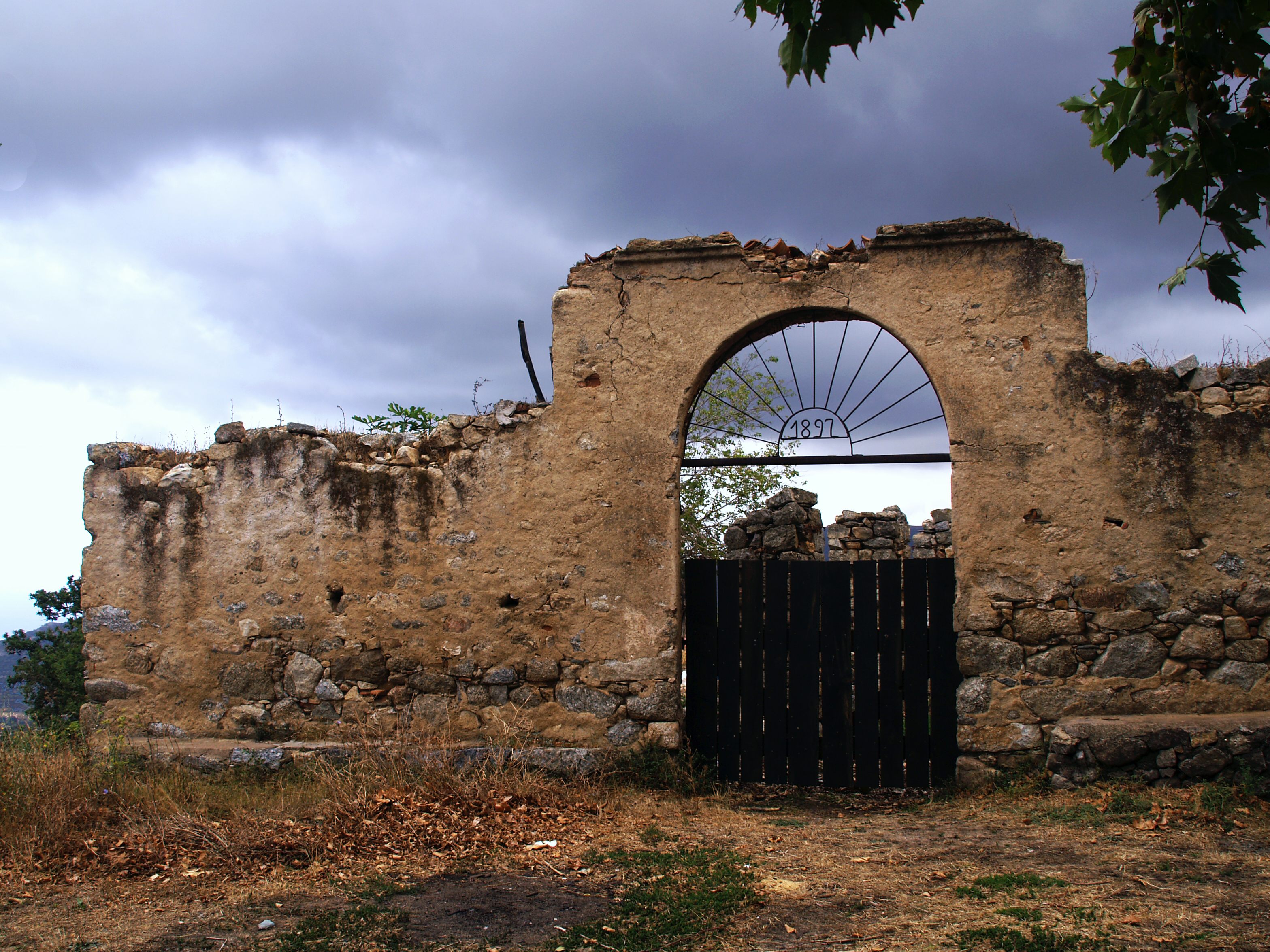
Portail "1897".

#### ÉgliseSan Salvadore

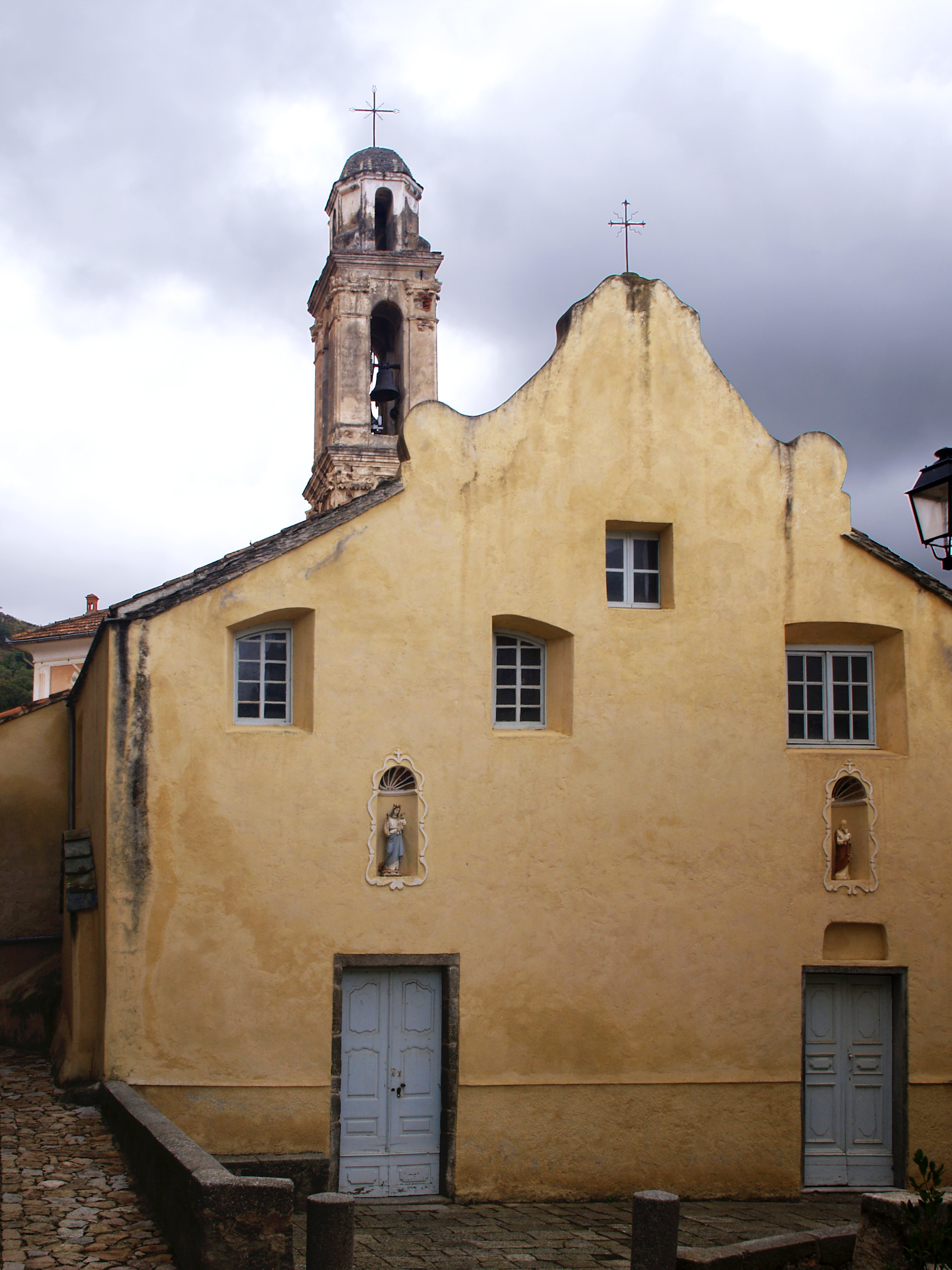
Église Saint-Sauveur.

Cette petite église du XVIIIe siècle est située en contrebas de la route D71, au cœur même du petit village de Costa. Sa façade principale, sans ornement excepté deux niches abritant les saints patrons, présente deux entrées, et à l'étage supérieur, quatre fenêtres qui donnent de la lumière à l'intérieur. Le clocher accolé à l'édifice, qui comporte 4 étages, est couronné d'une coupolette.
L'église Saint-Sauveur (San Salvadore) renferme des œuvres remarquables, classées Monuments historiques : 
- un orgue de tribune : buffet d'orgue ; tribune d'orgue du début XIXe siècle[20] ;
- un tableau L'Adoration de la Vierge par deux saints Franciscains du XVIIe siècle[21] ;
- tableau L'Apparition de la Vierge à saint Antoine de Padoue du XVIIIe siècle[22] ;
- tableau Le Martyre de saint Barthelemy du XVIIIe siècle[23] ;
- une chaire à prêcher du début XIXe siècle[24] ;
- un meuble de sacristie 3e quart XVIIIe siècle[25] ;
- des stalles de confrérie du XVIIIe siècle[26].

#### Chapelle San Roccu
La chapelle Saint-Roch (San Roccu) se trouve en bordure de la courte voie menant à l'ancien couvent de Tuani, proche de son intersection de la route D 71. Elle est accolée au cimetière.

#### Chapelle de confrérie
La chapelle de confrérie est accolée à l’église San Salvadore.

### Patrimoine naturel

#### Natura 2000
Vallée du Regino

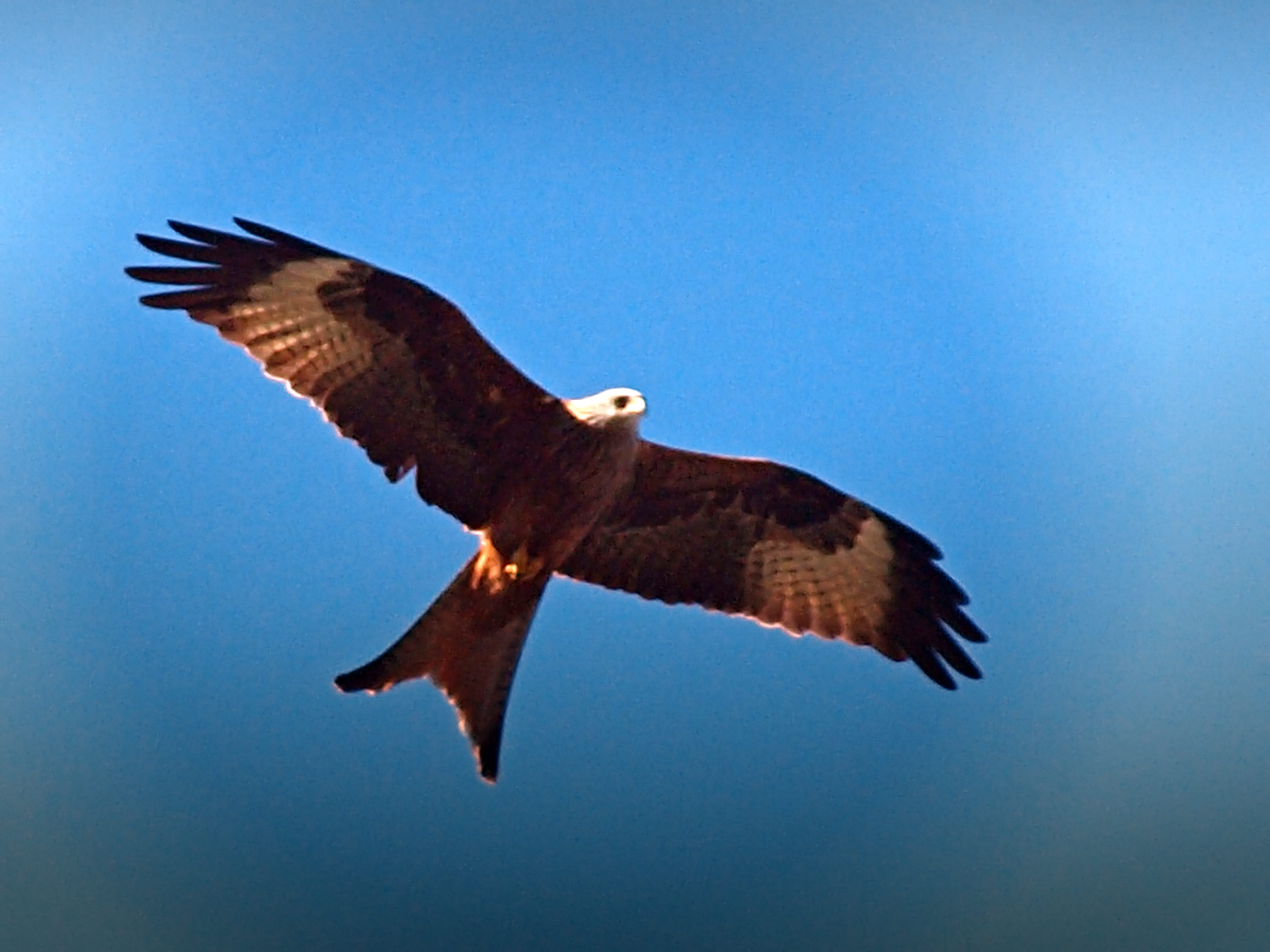
Milan royal.

Au début des années 1990 la vallée du Regino a fait l'objet d'une inscription en zone importante pour la conservation des oiseaux (ZICO) en raison des fortes densités de milans royaux rencontrées (environ 50 couples). En 2006, d'après un élu local, 73 couples ont été recensés sur la commune.
Le site fait l'objet d'une ZPS à l'inventaire national du patrimoine naturel.

#### ZNIEFF
Oliveraies et boisements des collines de Balagne
La commune fait partie des 18 communes de Balagne concernées par la ZNIEFF 940004142 - Oliveraies et boisements des collines de Balagne (2e génération), zone réparties sur trois des principales vallées de la Balagne : la vallée du Fiume Seccu, le bassin d'Aregno et la vallée du Regino.

### Héraldique
| Blason de Costa | Blason  | Tiercé en pairle renversé : au 1er de sinople à une coquille d'or, au 2e de gueules au monde d'azur croiseté d'or, cerclé et cintré du même bordé d'argent, au 3e d’azur à une tête de milan arrachée d'argent becquée d'or et languée de gueules.                                                                |
| Blason de Costa | Détails | La coquille est attribut de saint Roch (San Roccu), et le monde celui de saint Sauveur (San Salvadore). Enfin, la tête de milan rappelle que des couples de cet oiseau vivent sur la commune mais souligne aussi le fait que Costa est un village perché. Création Jean-François Binon. Adopté en septembre 2021. |